# Monte Compatri
Monte Compatri (pronuncia: /ˈkɔmpatri/; còmpatri) è un comune italiano di 11 782 abitanti della città metropolitana di Roma Capitale nel Lazio.
I suoi abitanti sono chiamati ‘monticiani’. Come quasi tutti i paesi che si trovano all'interno del parco regionale dei Castelli Romani, sorge su una collina di origine vulcanica formata prevalentemente da tufo. Il territorio comprende anche parte del Tuscolo.

## Geografia fisica

### Territorio
Monte Compatri (576 m s.l.m.) sorge su uno dei coni di scorie secondari del vulcano laziale: ciò significa che la collina sulla quale si estende il paese ha avuto origine durante la lunga attività del complesso vulcanico dei Colli Albani, attivo ma quiescente da 36.000 anni.
L'abitato si trova lungo la strada che da Frascati sale verso Rocca Priora passando per Monte Porzio Catone. Il territorio a monte è caratterizzato da boschi di castagno, leccio e quercia.

### Clima
Monte Compatri con i suoi 576 m s.l.m. è il terzo comune per altitudine dei Castelli Romani. Data l'ampia escursione altimetrica tra i 778 m s.l.m. di Monte Salomone ed i 58 m s.l.m. della frazione di Pantano Borghese si riscontrano climi molto diversi nello stesso comune: in particolare si passa da ambienti pre-appenninici piovosi, ventosi e nevosi a climi continentali con forti inversioni termiche (fino a 25 gradi in un giorno), siccità e assenza di eventi nevosi.
La cittadina di Monte Compatri che risiede sull'omonimo colle gode di un clima mite, con modeste escursioni termiche tra la notte ed il giorno a causa della totale mancanza di inversione termica, cosa che limita moltissimo l'umidità. Ciononostante vista l'altitudine in inverno le minime possono toccare i -5 °C in presenza di avvezioni fredde, mentre la normalità in condizioni di alta pressione sono minime superiori a quelle della città di Roma e delle fredde frazioni come Pantano.
In estate le massime quasi mai superiori ai 35 °C sono mitigate anche dalla brezza che in condizioni di scirocco o libeccio può trasformarsi in venti che superano i 100 km/h. La pluviometria annuale dovrebbe ammontare a 1100 mm, con i mesi più piovosi marzo e settembre. Le precipitazioni assumono carattere nevoso in almeno 5-6 occasioni l'anno con accumuli totali di 20 e più cm.
| Mese                        | Gen   | Feb   | Mar   | Apr   | Mag   | Giu   | Lug   | Ago   | Set   | Ott   | Nov   | Dic   | Anno |
| --------------------------- | ----- | ----- | ----- | ----- | ----- | ----- | ----- | ----- | ----- | ----- | ----- | ----- | ---- |
| Temperatura max. media (°C) | -     | -     | -     | -     | -     | -     | -     | -     | -     | -     | -     | -     | -    |
| Temperatura min. media (°C) | -     | -     | -     | -     | -     | -     | -     | -     | -     | -     | -     | -     | -    |
| Piogge (mm)                 | -     | -     | -     | -     | -     | -     | -     | -     | -     | -     | -     | -     | -    |
| Umidità relativa (%)        | -     | -     | -     | -     | -     | -     | -     | -     | -     | -     | -     | -     | -    |
| Eliofania assoluta (ore)    | -     | -     | -     | -     | -     | -     | -     | -     | -     | -     | -     | -     | -    |
| Venti (dir.-nodi)           | SSW - | WNW - | WNW - | WNW - | WNW - | WNW - | WNW - | WNW - | WNW - | WNW - | WNW - | SSW - | --   |

## Origini del nome
Il nome del paese deriva da un'antica storia: Mons Confratuum - Mons Cum Patruum - Castrum Montis Compatris - Montecompatro - Montecompatri - quindi Monte Compatri.
Altra ipotesi che viene sostenuta è quella di ricondurre l'attuale nome al latino "computator",  Monte Calcolatore, ovvero in senso moderno, il Monte Intelligente. Da questo spunto si può inferire un riferimento alla sede dell'antica Intelligence romana o addirittura latina. D'altra parte la limitrofa città di Monte Porzio Catone è intitolata a figura storica di elevatissimo grado della Repubblica Romana, console e generale, particolarmente attiva nella lotta a Cartagine, verso cui l'attività di intelligence (secondo un'accezione moderna) era decisiva. Risulterebbe con ciò coerente l'ubicazione facilmente difendibile da intrusioni ed esterna rispetto al perimetro della città di Roma, ove erano interdette strutture militari e paramilitari. Infine tale ipotesi sarebbe altresì coerente con lo speciale humor latino, che punta ironicamente alla "sottigliezza delle cose".

## Storia
Il colle su cui sorge l'odierno abitato di Monte Compatri viene identificato dal Tomassetti e da altri storici moderni con l'antica Labicum, colonia di Alba Longa. Nel XVIII secolo lo storico Francesco Antonio Vitale aveva invece localizzato l'antica Labicum sul Monte Salomone, sempre nel territorio comunale di Monte Compatri.
Dopo i Conti di Tuscolo e gli Annibaldi, per circa due secoli subentrarono i Colonna, poi gli Altemps che nel XVI secolo vendettero ai Borghese il feudo, che venne poi eretto a principato in loro favore. Scipione Borghese ricostruì il palazzo baronale e trasformò la torre dell'antico palazzo medievale nel campanile del duomo, dedicato a Santa Maria Assunta. La facciata è attribuita all'architetto Carlo Rainaldi. Oggi il palazzo baronale è sede del Comune.

### Simboli
Lo stemma è stato riconosciuto con DCG dell'8 giugno 1941.
Il gonfalone è un drappo partito di verde e di bianco.

## Monumenti e luoghi d'interesse

### Architetture religiose
- Parrocchiale di Santa Maria Assunta in Cielo. Edificata tra il 1630 e il 1633 per volere del cardinale Scipione Caffarelli-Borghese, è la chiesa principale di Monte Compatri.
- Convento di San Silvestro.

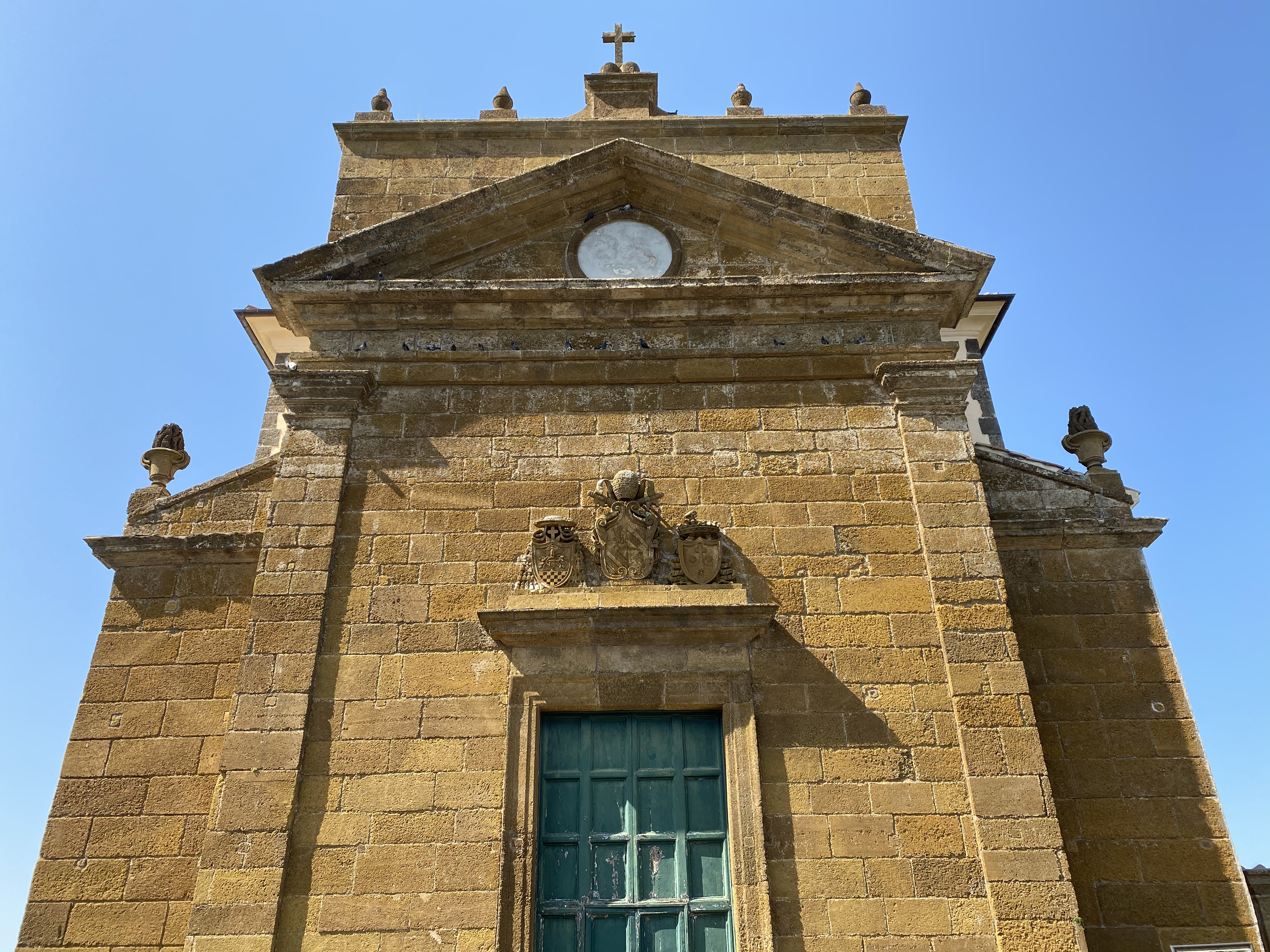
Convento di San Silvestro

- Santuario di Maria Santissima del Castagno.

- Chiesa di San Michele Arcangelo.

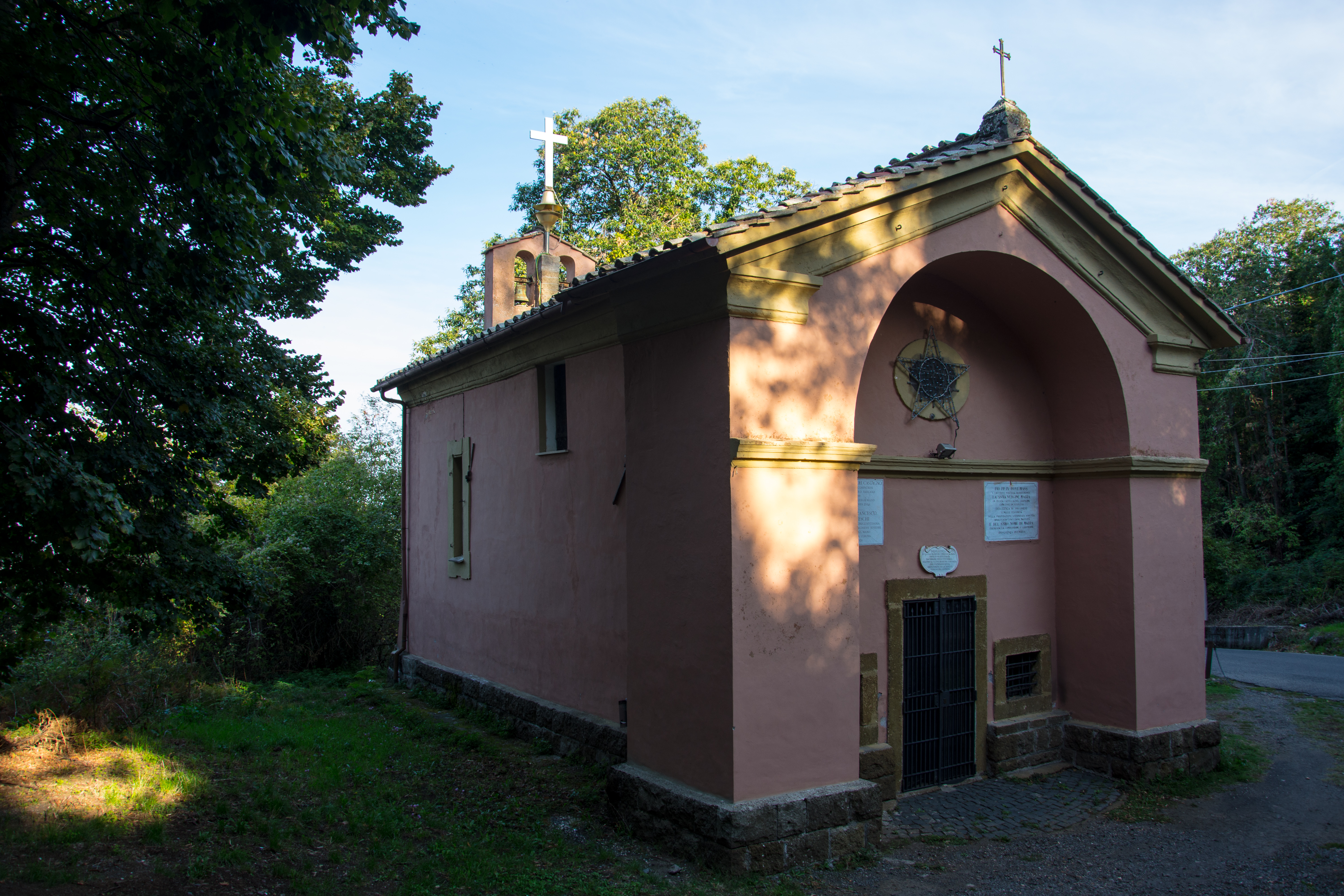
Santuario di Maria Santissima del Castagno

- Chiesa di San Lorenzo (nella Frazione di Laghetto).

### Architetture civili
- Palazzo Borghese (sede del Municipio).Palazzo Borghese
- Palazzo Annibaldeschi.
- Palazzo Altemps.

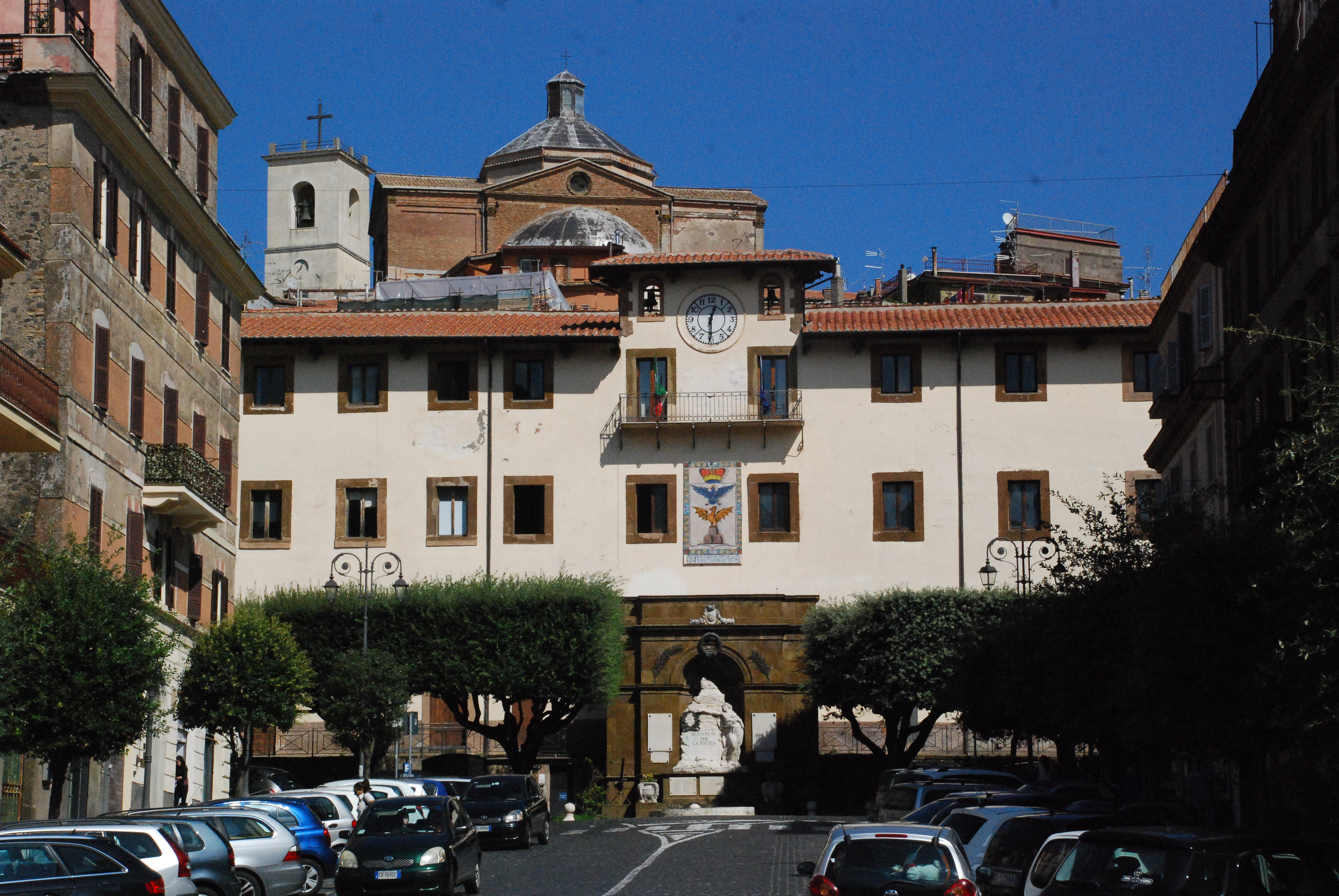
Palazzo Borghese

- Palazzo Passavanti (sede di uffici decentrati del Comune - ufficio tecnico e settore LL. PP.), via Placido Martini 124.
- Fontana dell'Angelo del XIX secolo.
- Fontana del Belvedere.
- Monumento ai Caduti della I e II Guerra Mondiale.Monumento ai Caduti per la Patria

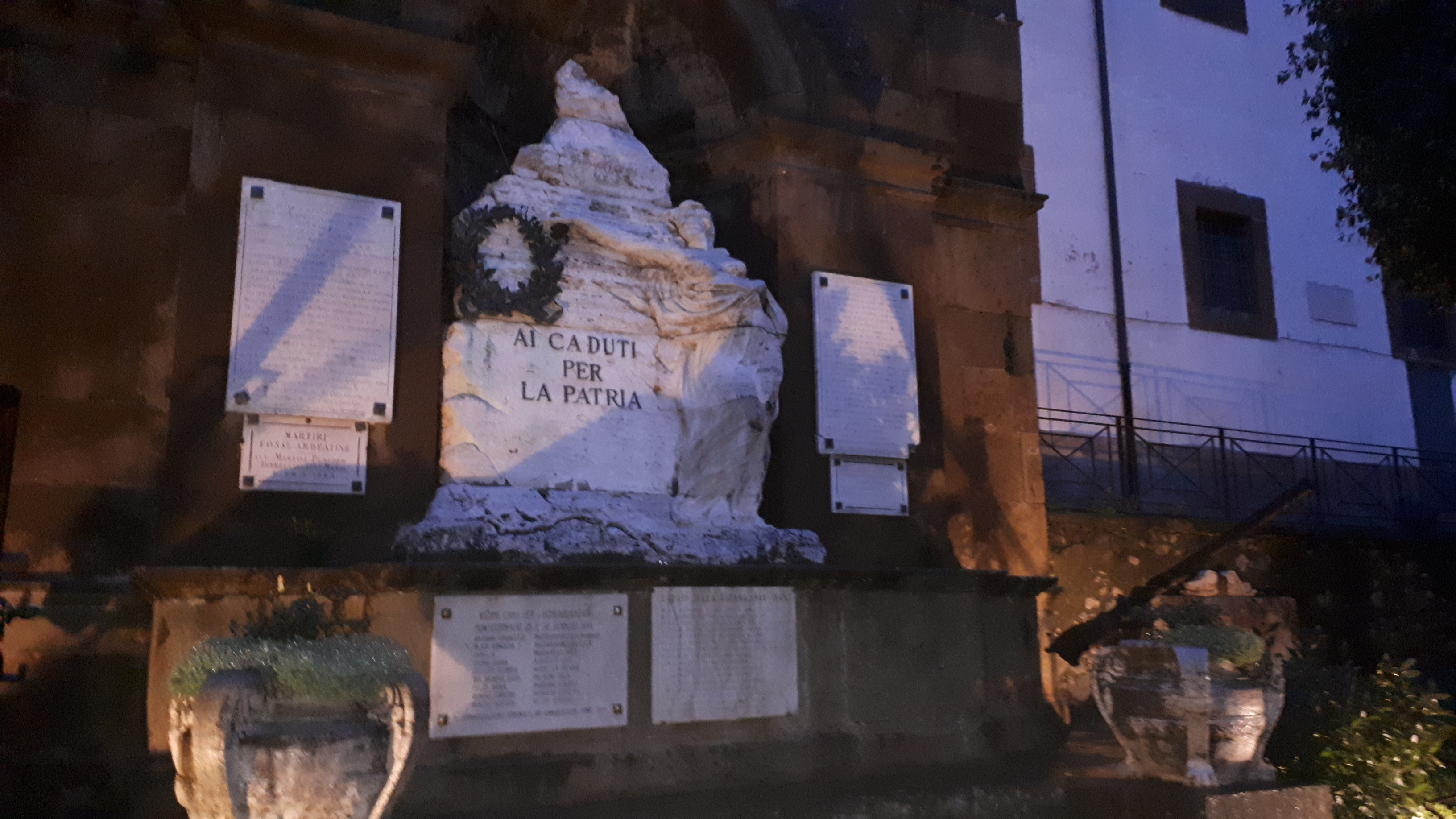
Monumento ai Caduti per la Patria

Nel 2004 l'amministrazione comunale ha posto una lapide in ricordo delle vittime civili causate dai bombardamenti del 25 e 30 gennaio 1944.
- Monumento a Placido Martini e Mario Intreccialagli martiri delle Fosse Ardeatine.
- Busto di Leandro Ciuffa, monsignore.

### Architetture militari
- Castello della Molara

### Aree naturali
- Parco regionale dei Castelli Romani.
- Parco Calahorra.

Parco dedicato al gemellaggio con la città di Calahorra in Spagna avvenuto nel 1998.
È notevole dal punto di vista naturalistico la passeggiata lungo i fianchi di Monte Salomone, antico vulcano ormai spento antistante il centro abitato, raggiungibile dal Tuscolo attraverso i sentieri, dalla cui cima si ammira un grande paesaggio sui Castelli Romani e su Roma stessa, fino al mar Tirreno. Dalla cima del monte si può notare il cratere del vulcano laziale, dove sulla sponda orientale è situato Monte Compatri. È meta di molti turisti amanti della natura geologica.
Peraltro Monte Compatri è parte della Comunità montana XI "Castelli Romani e Prenestini".

## Società

### Evoluzione demografica
Abitanti censiti

### Tradizioni e folclore
La sfida del Borghi
La sfida dei Borghi avviene ogni anno il 15 agosto tra i cinque borghi: Borgo Ghetto, Borgo le Prata, Borgo Missori, Borgo San Michele e Borgo Pantano.
Il 13 o 14 agosto vi è una rievocazione storica nella piazza centrale, ricorrendo tutte le tappe storiche per la formazione del paese. Tutti i cittadini si impegnano indossando abiti medioevali.
La sfida vera e propria ha luogo il 15 agosto e consiste nel centrare con l'arco e frecce un bersaglio posto a 25 metri di distanza. Solamente un borgo sarà il vincitore, tutti gli arcieri che avranno fallito nella prova verranno lasciati cadere in una botte piena d'acqua.

### Istituzioni, enti e associazioni
In prossimità del centro vi è una sede dell'Ospedale San Raffaele di Velletri.

## Cultura

### Istruzione

#### Biblioteche
- Biblioteca Comunale Marco Mastrofini[12][13].

Musei
Museo del Vino
Museo del Contadino

#### Associazioni culturali
- Il Centro per la filosofia italiana, con annessa biblioteca dal 2001 al 2021[16][17][18].

#### Scuole
- Istituto Comprensivo "Paolo Borsellino".

### Musica
Corpo folcloristico musicale Compatrum.
Si hanno notizie della banda già nel 1885, quando rappresentava una delle poche attività culturali del paese. Fino agli anni sessanta il suo repertorio rimase di tipo bandistico classico. Nel 1971 il maestro Filippo Martorelli e il presidente Calisto Mastrofini rifondarono la banda, aggiungendovi un gruppo di majorettes e dando vita al “Corpo folcloristico musicale Compatrum”. Il suo repertorio spazia da brani classici da orchestra a composizioni moderne, brani bandistici e famose colonne sonore, raggiungendo così un notevole successo nazionale ed esibendosi in alcune trasmissioni televisive (come Unomattina).

### Eventi
- Fiera regionale di Monte Compatri del Commercio, artigianato tipico, industria, tecnologie avanzate[senza fonte]
- Fiera di San Giuseppe fiera storica del paese per festeggiare il suo patrono il 19 marzo[senza fonte]

## Economia

### Agricoltura
- Nella zona sottostante Monte Compatri nell'area dei vini DOC dei castelli vi si produce il Montecompatri Colonna superiore e il Frascati doc. Particolarmente intensiva la produzione di olio extravergine.

## Infrastrutture e trasporti

### Strade
Per Monte Compatri passa la Strada statale 216 Maremmana III. Anticamente il tratto della via tra Monte Compatri e la Via Casilina era detto Via di Monte Compatri
Le frazioni sono attraversate dalla Via Tuscolana (Molara), dalla Via Casilina (Pantano Borghese e Laghetto) e dalla Via Prenestina (Osa).

### Metropolitana
La stazione, situata nella frazione di Pantano, ospita un ampio parcheggio auto e moto ed il capolinea di bus ATAC, autolinee COTRAL e servizi di trasporto dei Comuni di Monte Compatri e Zagarolo (frazione Valle Martella). Dista circa 9 chilometri dal centro storico di Monte Compatri.

### Ferrovie
- Ferrovia Roma-Fiuggi-Alatri-Frosinone

Nella frazione di Pantano Borghese è presente la stazione omonima, composta dall'impianto originario risalente al 1916, ancora presente, e da un impianto in viadotto utilizzato dalla ferrovia dal 1996 al 2008, poi destinato alla stazione capolinea della linea C.
Nella frazione di Laghetto è presente la stazione omonima.
- Ferrovia Roma-Cassino-Napoli

Il territorio del comune di Monte Compatri è attraversato e servito da questa ferrovia tramite la stazione di Colle Mattia, che anche se ubicata nel comune di Roma, è stata costruita per servire la località di Colle Mattia, posta al confine tra i due comuni.
| Stazioni ferroviarie nel comune di Monte Compatri |         |                 |            |                                       |
| Nome                                              | Gestore | Stato attuale   | Servizio   | Linea ferroviaria                     |
| Monte Compatri - Pantano                          | ATAC    | Attiva          | Passeggeri | Linea C (metropolitana di Roma)       |
| Pantano Borghese                                  | STEFER  | Dismessa (1996) | Passeggeri | Ferrovia Roma-Fiuggi-Alatri-Frosinone |
| Laghetto                                          | STEFER  | Dismessa (1984) | Passeggeri | Ferrovia Roma-Fiuggi-Alatri-Frosinone |

## Amministrazione
| Periodo                               | Periodo                               | Primo cittadino                       | Partito                               | Elezioni                              | Note                                  |
| Sindaci eletti dal consiglio comunale | Sindaci eletti dal consiglio comunale | Sindaci eletti dal consiglio comunale | Sindaci eletti dal consiglio comunale | Sindaci eletti dal consiglio comunale | Sindaci eletti dal consiglio comunale |
| ------------------------------------- | ------------------------------------- | ------------------------------------- | ------------------------------------- | ------------------------------------- | ------------------------------------- |
| 13 settembre 1985                     | 16 luglio 1990                        | Emilio Patriarca                      | Democrazia Cristiana                  | 1985                                  |                                       |
| 16 luglio 1990                        | 22 dicembre 1990                      | Severino Lavagnini                    | Democrazia Cristiana                  | 1990                                  | [ 20 ]                                |
| 22 dicembre 1990                      | 11 gennaio 1992                       | Manlio Moscatelli                     | Democrazia Cristiana                  | 1990                                  | [ 20 ]                                |
| 11 gennaio 1992                       | 14 marzo 1994                         | Pietro Martini                        | Democrazia Cristiana                  | 1990                                  | [ 20 ]                                |
| 14 marzo 1994                         | 12 giugno 1994                        | Giuliana Giaquinto                    | Commissario prefettizio               | 1990                                  |                                       |
| Sindaci ad elezione diretta           |                                       |                                       |                                       |                                       |                                       |
| 12 giugno 1994                        | 5 luglio 1995                         | Victor Ugo Ciuffa                     | Partito Popolare Italiano             | 1994                                  | [ 20 ] [ 21 ]                         |
| 19 novembre 1995                      | 20 novembre 1998                      | Franco Monti                          | Lista civica di centro                | 1995                                  | [ 23 ]                                |
| 20 novembre 1998                      | 24 maggio 1999                        | Salvatore Di Coste                    | Commissario prefettizio               | 1995                                  |                                       |
| 13 giugno 1999                        | 11 novembre 2002                      | Paolo Gentili                         | Democratici di Sinistra               | 1999                                  | [ 23 ]                                |
| 11 novembre 2002                      | 26 maggio 2003                        | Lucia Volpe                           | Commissario prefettizio               | 1999                                  |                                       |
| 26 maggio 2003                        | 10 gennaio 2007                       | Franco Monti                          | Lista civica di centro                | 2003                                  | [ 23 ]                                |
| 10 gennaio 2007                       | 28 maggio 2007                        | Antonio Capaldo                       | Commissario prefettizio               | 2003                                  |                                       |
| 29 maggio 2007                        | 6 maggio 2012                         | Marco De Carolis                      | Lista civica di centro-destra         | 2007                                  |                                       |
| 6 maggio 2012                         | 12 giugno 2017                        | Marco De Carolis                      | Lista civica di centro-destra         | 2012                                  |                                       |
| 12 giugno 2017                        | 27 maggio 2021                        | Fabio D'Acuti                         | Lega Nord                             | 2017                                  | [ 23 ]                                |
| 27 maggio 2021                        | 5 ottobre 2021                        | Giovanni Borrelli                     | Commissario prefettizio               | 2017                                  |                                       |
| 5 ottobre 2021                        | in carica                             | Francesco Ferri                       | Partito Democratico                   | 2021                                  |                                       |

### Gemellaggi
- Calahorra

### Altre informazioni amministrative
- Fa parte della Comunità montana Castelli Romani e Prenestini.

## Sport

### Atletica leggera
- ASD Spartan Sport Academy[28]

### Calcio
- A.S.D. Atletico Lodigiani, che milita nel campionato di Promozione.
- Asdl Atletico Montecompatri, che milita nel campionato di Seconda Categoria.